# 😍

带有爱心眼的笑脸，出现在谷歌的Noto项目中，Android4.4版本（作为Blob表情符号）

😍（U+1F60D）表情符号是一种用于交流的表意文字，来自Emoji，用来表达对某事的快乐。統一碼聯盟将其列为2019年使用率第三高的表情符号。

## 历史
表情符号的开发始于20世纪90年代的日本，当时NTT DoCoMo发布了一款寻呼机，可以选择在文本中发送一颗红心。NTT DoCoMo发布了另一款寻呼机并向商务人士推销，但没有红心，这受到了强烈反对。这导致NTT DoCoMo改变立场并提醒竞争对手注意对此类表意文字的需求。😍的概念在日本爆红，促使NTT DoCoMo员工创建了一套表情符号，后来被称为表情符号。